# Tribunal Internacional do Direito do Mar
Tribunal Internacional do Direito do Mar é um órgão jurisdicional previsto no Direito Internacional que atua como um mecanismo para solução de controvérsias marítimas, sendo previsto na Convenção das Nações Unidas sobre o Direito do Mar, também conhecida como Convenção de Montego Bay. Esta convenção estabeleceu o tribunal como uma entidade judicial independente, para dirimir ainda as disputas levantadas na interpretação e aplicação da convenção.
A referida Convenção contém provisões relativas ao mar territorial, a zona contínua, a plataforma continental, a zona econômica exclusiva e o alto-mar, bem como prevê a proteção e preservação do meio ambiente marinho, a pesquisa científica marinha e o desenvolvimento e transferência de tecnologia marinha.
O Tribunal funciona de acordo com as provisões da Convenção e do Estatuto do Tribunal, sendo o fórum central disponível para Estados, para organizações internacionais, e para entidades privadas, objetivando resolver as controvérsias sobre como a Convenção deve ser interpretada e aplicada.
O presente Tribunal tem por sede a cidade de Hamburgo, Alemanha, mas pode exercer suas funções em qualquer local que considerar desejável.